# 克拉旺 (滨海夏朗德省)
克拉旺（法語：Cravans，法語發音：[kʁavɑ̃]）是法国滨海夏朗德省的一个市镇，位于该省中南部，属于桑特区。

## 地理
克拉旺（45°35'46"N, 0°42'40"W）面积14.72 平方千米，位于法国新阿基坦大区滨海夏朗德省，该省份为法国西部滨海省份，北起旺代省，西临大西洋，南至吉倫特省，东南接多爾多涅省，东北接德塞夫勒省接壤，东临夏朗德省。
与克拉旺接壤的市镇（或旧市镇、城区）包括：热莫扎克、里乌、圣安德烈德利东、圣西蒙德佩卢阿耶。

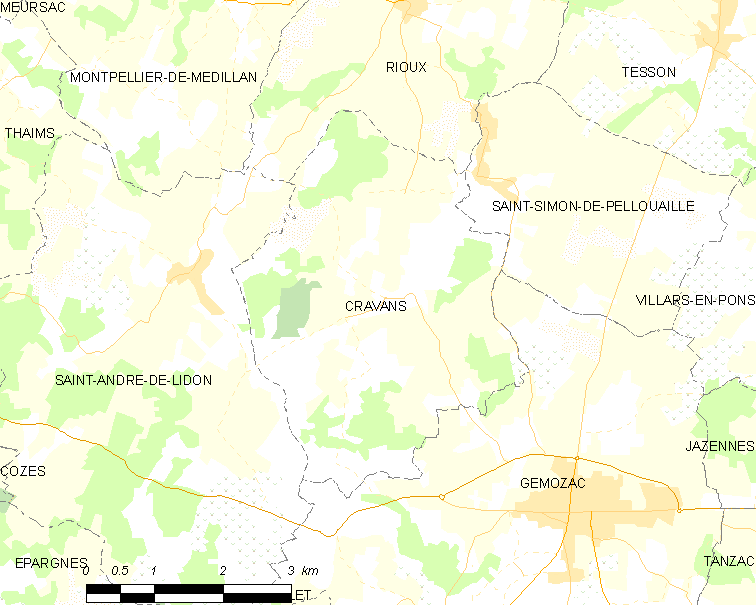
的OSM定位图

克拉旺的时区为UTC+01:00、UTC+02:00（夏令时）。

## 行政
克拉旺的邮政编码为17260，INSEE市镇编码为17133。

## 政治
克拉旺所属的省级选区为桑通日-河口县。

## 人口

1962-2008年间人口变化图示

克拉旺于2022年1月1日时的人口数量为859人。